# Microcapnolymma
Microcapnolymma is een kevergeslacht uit de familie van de boktorren (Cerambycidae). De wetenschappelijke naam van het geslacht werd voor het eerst geldig gepubliceerd in 1928 door Pic.

## Soorten
Microcapnolymma is monotypisch en omvat slechts de volgende soort:
- Microcapnolymma angustata Pic, 1928